# سونغ يو ري
سونغ يو ري (بالكورية: 성유리)‏ هي ممثلة ومغنية كورية جنوبية. ولدت يوم 3 مارس 1981 في تيوبينغن في ألمانيا.

## روابط خارجية
- سونغ يو ري على موقع IMDb (الإنجليزية)
- سونغ يو ري على موقع ميوزك برينز (الإنجليزية)
- سونغ يو ري على موقع أول موفي (الإنجليزية)
- سونغ يو ري على موقع قاعدة بيانات الفيلم (الإنجليزية)